# Eoscartopsis zonalis
Eoscartopsis zonalis är en insektsart som först beskrevs av Matsumura 1907.  Eoscartopsis zonalis ingår i släktet Eoscartopsis och familjen spottstritar. Inga underarter finns listade i Catalogue of Life.